# Hans Larsson i Flästa
Hans Larsson (i riksdagen kallad Larsson i Flästa), född 18 januari 1828 i Arbrå församling, Gävleborgs län, död där 10 december 1884, var en svensk lantbrukare och riksdagspolitiker. Hans Larsson var riksdagsledamot i andra kammaren 1870–1877 för Västra Hälsinglands domsagas valkrets.